# بيدرو أوليفيرا (لاعب كرة قدم)
بيدرو أوليفيرا هو لاعب كرة قدم برتغالي، ولد في 16 يناير 1994. لعب مع U.D. Oliveirense ‏.

## وصلات خارجية
- بيدرو أوليفيرا على موقع قاعدة بيانات كرة القدم.إي يو (الإنجليزية)
- بيدرو أوليفيرا على موقع Soccerway.com (الإنجليزية)